# Madame de Sévigné
 María de Rabutin-Chantal, marquesa de Sévigné (París; 5 de febrero de 1626 - Grignan; 17 de abril de 1696) fue una escritora epistolar francesa que frecuentó los salones de la época, en especial de Fouquet.

## Biografía
Hija de un caballero borgoñés y descendiente de una familia de financieros, quedó huérfana en su niñez. Juana Francisca Frémyot de Chantal, cofundadora junto con Francisco de Sales de la Orden de la Visitación, la confió a su familia materna, que le facilitó una buena educación. A los dieciocho años, el 4 de agosto de 1644, contrajo matrimonio con Enrique de Sévigné, con el que tuvo dos hijos:
- Francisca Margarita, futura condesa de Grignan (nacida el 10 de octubre de 1646).
- Carlos (nacido el 12 de marzo de 1648).

El 4 de febrero de 1651, su marido se batió en duelo con el caballero de Albret a causa de su amante Mme de Gondran. Enrique de Sévigné murió al día siguiente. Madame de Sévigné pudo, de este modo, hacer y llevar la vida que ella quería.[cita requerida] Frecuentó los salones, en especial el de Fouquet, queriendo experimentar «todos los placeres» como escribiría su primo Bussy-Rabutin. En 1657 Madeleine de Scudéry escribió su obra Clélie en la que, con el nombre de Clarinte, aparecía representada la marquesa de Sévigné. Esta pasaba temporadas en su residencia de París alternándolas con estancias en su casa bretona de Vitré, en el castillo de Rochers-Sévigné, que había heredado de su marido.
El 27 de enero de 1669, su hija se casó con Francisco Adhémar de Monteil, conde de Grignan, descendiente de una importante familia de la Provenza. En noviembre, Francisco fue nombrado lugarteniente general en Provenza, cargo que los obligaba a residir en esta provincia. El alejamiento de su hija, a la que amaba profundamente, fue para la marquesa de Sévigné una de las peores pruebas de su vida. El 6 de febrero de 1671, Madame de Sévigné envió su primera carta a su hija. Este fue el comienzo de una larga correspondencia que duró hasta su muerte, ocurrida en 1696. Madame de Sévigné fue enterrada en el panteón familiar en Grignan.
En 1793, unos revolucionarios que buscaban plomo para sus armas abrieron su féretro. Su cráneo fue abierto para que lo analizara un especialista de la época. Una duda quedó pendiente acerca de la veracidad de esta historia, y la presencia de sus restos en el féretro. Duda que fue disipada cuando se realizaron los trabajos de restauración de la colegiata de Grignan en mayo de 2005: la apertura del féretro permitió encontrar el cráneo sin ningún desperfecto.

## Obra
Las cartas de Madame de Sévigné fueron editadas, clandestinamente, en 1725. La edición contenía 28 cartas o extractos de las mismas. En 1726 se editaron otras dos recopilaciones; Paulina de Simiane, nieta de la interesada, decidió entonces publicar oficialmente las cartas de su abuela. Confió este cometido a un editor de Aix-en-Provence, Denis Marius Perrin. Fueron publicadas 614 cartas entre 1734 y 1737, y después se publicaron 722 cartas en 1754. Las cartas fueron seleccionadas siguiendo las instrucciones dadas por Mme. de Simiane: se eliminaron las que afectaban muy de cerca a la familia, o aquellas cuyo nivel literario no parecía adecuado. Las cartas restantes fueron objeto de distintas correcciones siguiendo el gusto de la época.
La cuestión de su autenticidad queda, por tanto, en entredicho. De las 1120 cartas conocidas, solo un 15% son autógrafas y fueron destruidas después de su publicación. Sin embargo, en 1873, un lote de copias manuscritas fueron encontradas en la tienda de un anticuario. Son, aproximadamente, la mitad de las cartas dirigidas a su hija.